# Технологическое предпринимательство
Технологическое предпринимательство — создание нового бизнеса, в основу устойчивого конкурентного преимущества которого положена инновационная высокотехнологичная (наукоёмкая) идея. От других форм предпринимательства (социального или индивидуального) технологическое предпринимательство отличается тем, что создание новых продуктов или услуг в этом случае напрямую связано с использованием новейших научных знаний и/или технологий, правами на которые обладает компания-разработчик.
Из-за специфики производимых продуктов и услуг — высокоспециализированных знаний в различной форме, — а также используемых наукоемкими фирмами ресурсов — интеллектуального капитала — «производственные процессы» в них серьёзно отличаются от процессов производства материальных продуктов и строятся по принципам стартапа.

## История явления
Первый симпозиум по технологическому предпринимательству был проведен в Университете Пердью в октябре 1970 года. Выделение его в отдельную группу «основанных на новых технологиях фирм» произошло в середине 1990-х, когда стали знаменитыми Кремниевая долина Стэнфордского университета и Дорога 128 MIT, Бостон, в США, где быстро росло число высокотехнологичных стартапов.

## Определение
Первое определение технологического предпринимательства можно приписать Йозефу Шумпетеру, хотя сам он такого термина и не использовал. В книге «Капитализм, социализм, демократия» (1942) он указывает, что «функция предпринимателей заключается в том, чтобы реформировать или революционизировать производство, используя изобретения или, в более общем смысле, используя новые технологические решения для выпуска новых товаров или производства старых товаров новым способом, открывая новые источники сырья и материалов или новые рынки, реорганизуя отрасль и т. д.».
Современные подходы:
— организационный — совместное генерирование идей, их развитие и коммерческое применение;
— инвестиционно-проектный — реализация командой инвестиционного проекта по коммерциализации научно-технических знаний;
— инновационный — создание бизнеса с инновационной высокотехнологичной (наукоемкой) идеей;
— узко-технократический — трансформации знаний в востребованные рынком технологии;
— широко-технократический — хозяйственная деятельность, ресурсом и (или) продуктом которой является технология (ее экономическая реализация);
— цифровой — создание новых и преобразование существующих предприятий путем разработки новых цифровых технологий и/или их нового использования.

## Технологическое предпринимательство в России
Россия отстает от ведущих мировых экономик по показателям предпринимательской активности и концентрации технологических компаний, занимая лишь 22-е место по их общей численности и 35-е — по численности на душу населения. В Москве и Санкт-Петербурге значения последнего показателя выше среднестранового (в 6 и 2 раза соответственно), но существенно ниже, чем в глобальных городах-лидерах. Показатели Бостона, замыкающего первую десятку, в 4.5 раза превосходят московские. Ещё ниже позиции Москвы в мире по объёму венчурных сделок и числу бизнес-ангелов. Низкая вовлеченность населения России в предпринимательство снижает потенциальное число стартапов.
В 2020 году в России создано менее 10 тысяч новых высокотехнологичных компаний с ненулевой выручкой, а их число неуклонно сокращается: на 40 % в сравнении с 2015 годом. Под давлением кризиса, вызванного пандемией COVID-19, сокращение в 2020 году составило 21 %. Основная доля стартапов связаны с наукоемкими сервисами для бизнеса (B2B) и цифровыми технологиями. В 2020 году наибольшими темпами росло число стартапов в отраслях, связанных со здравоохранением — вдвое в фармацевтике и в 1.3 раза в производстве медицинских приборов.
Российские регионы существенно различаются по своим условиям и числу созданных технологических стартапов. В 2018 г. в 10 крупнейших регионах было создано около 58,2 % технологических стартапов, причем на Москву, Санкт-Петербург и Московскую область пришлось около 40 %. Большая часть стартапов сконцентрированы в крупнейших агломерациях, однако благодаря проактивной политике местных властей растет доля Ленинградской, Белгородской, Калининградской, Липецкой, Ульяновской и Калужской областей.
Развитие технологического предпринимательства в России, как и в развитых странах, зависит от концентрации человеческого капитала и благоприятного делового климата. Хотя доля вузовских стартапов (МИПов) не превышает трети процента от общего числа новых высокотехнологичных фирм с ненулевой выручкой, университеты играют стимулирующую роль за счет своих студентов и выпускников, в особенности STEM-специальностей (наука, технологии, инженерия, искусство, математика). Чем раньше в регионе появился вуз, тем выше стартап активность. Бюджетные затраты на исследования и разработки оказываются неэффективными с точки зрения создания стартапов, но рост частных НИОКР создает условия для возникновения их большего числа. Проведение проактивной политики по улучшению делового климата, измеряемая через индекс инвестклимата АСИ, способствует возникновению новых фирм. Ниже прирост стартапов в регионах с преобладанием крупных компаний и в центрах сырьевой добычи. Последнее может быть связано с проявлением эффекта «ресурсного проклятия».Особенность российской стартап-экосистемы — значительная роль государства в её функционировании и развитии. При этом институты развития почти не влияют на основные тренды в технологическом предпринимательстве.
В российских ВУЗах создаются программы по обучению технологических предпринимателей. К примеру данные программы уже реализует университет «Синергия».

## Примеры успешных технологических предпринимателей
- Стив Джобс
- Марк Цукерберг
- Сергей Брин
- Джек Дорси
- Давид Ян
- Евгений Касперский
- Сергей Белоусов
- Ратмир Тимашев

## Конкурсы по технологическому предпринимательству
- Олимпиада «Технологическое предпринимательство»
- Чемпионат «Технолидеры Москвы»